# Eisenstein-egész
Az Eisenstein-egészek (Euler-egészek) az {\displaystyle a+b\omega } alakú komplex számok, ahol a, b egész számok és
az „első” harmadik egységgyök.
Könnyen látható, hogy az összeadás és a kivonás nem vezet ki az Eisenstein-egészek köréből. A szorzás sem, mivel {\displaystyle \omega ^{2}=-\omega -1}. Az Eisenstein-egészek így {\displaystyle {\mathbf {Z} }[\omega ]}-val jelölt gyűrűt alkotnak.
Az Eisenstein-egészek algebrai egész számok, ezek a {\displaystyle {\mathbf {Q} }({\sqrt {-3}})=\{a+b\omega :a,b\in {\mathbf {Q} }\}} számtestbe eső algebrai egészek.

## Norma
Az {\displaystyle a+b\omega } Eisenstein-egészhez hozzárendeljük az
normát. Ez mindig nemnegatív egész szám és csak {\displaystyle a=b=0} esetén 0.
Továbbá multiplikatív, azaz {\displaystyle N(xy)=N(x)N(y)} mindig teljesül.

## Egységek, asszociáltak, Eisenstein-prímek
Hat Eisenstein-egész normája egy: {\displaystyle 1,-1,\omega ,-\omega ,\omega ^{2},-\omega ^{2}}. Ezek az egységek, tehát azok az Eisenstein-egészek, amelyek minden Eisenstein-egész osztói. Ha két Eisenstein-egész egymást kölcsönösen osztja, akkor egység szorzóban térnek el, ezeket egymás asszociáltjainak nevezzük. {\displaystyle 1-\omega } Eisenstein-prím és {\displaystyle 3=-\omega ^{2}(1-\omega )^{2}}. Ha p közönséges prím és {\displaystyle p\equiv 2{\pmod {3}}} akkor Eisenstein-prím is. Ha p közönséges prím és {\displaystyle p\equiv 1{\pmod {3}}} akkor {\displaystyle p=\pi {\overline {\pi }}} egy alkalmas {\displaystyle \pi } Eisenstein-prímre. Így például, {\displaystyle 7=(3+\omega )(2-\omega )}.

## Egyértelmű prímfaktorizáció
Az Eisenstein-egészek körében igaz a maradékos osztás tétele, így {\displaystyle {\mathbf {Z} }[\omega ]} euklideszi gyűrű: ha {\displaystyle a,b\in {\mathbf {Z} }[\omega ]}, {\displaystyle b\neq 0} akkor létezik {\displaystyle q} és {\displaystyle r}, hogy {\displaystyle a=bq+r} és {\displaystyle N(r)<N(b)}. Innen adódik, hogy {\displaystyle {\mathbf {Z} }[\omega ]}-ban igaz a számelmélet alaptétele is: a felbonthatatlan elemek (azon {\displaystyle \pi } nemnulla, nemegység elemek, amelyekre igaz, hogy {\displaystyle \pi =xy} esetén x vagy y asszociáltja {\displaystyle \pi }-nek) azonosak a prímelemekkel, azaz Eisenstein-prímekkel (azon {\displaystyle \pi } nemnulla, nemegység elemek, amelyekre igaz, hogy {\displaystyle \pi \mid xy} esetén {\displaystyle \pi \mid x} vagy {\displaystyle \pi \mid y} teljesül) és minden 0-tól és egységtől különböző x felírható {\displaystyle x=\pi _{1}\cdots \pi _{r}} alakban, ahol {\displaystyle \pi _{1},\dots ,\pi _{r}} prímelemek, továbbá, ha {\displaystyle x=\rho _{1}\cdots \rho _{s}} egy másik felírás, akkor {\displaystyle s=r} és a tényezők úgy indexezhetők, hogy j=1,…,r-re {\displaystyle \rho _{j}} asszociáltja {\displaystyle \pi _{j}}-nek.

## Lásd még
- algebrai számelmélet
- Gauss-egész